# Acacia floribunda
Espèce
Acacia floribunda est une espèce de plantes à fleurs de la famille des Fabaceae. C'est un arbuste de 6 m de haut originaire de l'est de l'Australie (Nouvelle-Galles du Sud, Queensland, Victoria), mais qui a été naturalisé dans d'autres États d'Australie et dans d'autres pays.
Il permet de lutter contre l'érosion, notamment dans les ravines.

L'espèce est bénéfique à d'autres arbres fruitiers car il permet de fixer l'azote.

L'écorce mature interne contient de la diméthyltryptamine, un composant de l'Ayahuasca.